# Trédi
Trédi est une société française de traitement des déchets appartenant au groupe Séché Environnement.
Elle exploite des usines basées à Saint-Vulbas (dans l'Ain), à Hombourg (dans le Haut-Rhin), à Salaise-sur-Sanne et à Izeaux (toutes deux dans l'Isère). Elle participe au projet SECOIA d'éliminations d'armes chimiques.

## Polémiques
- La société a fait parler d'elle lors de l'Affaire du Probo Koala, ces déchets ivoiriens ont été traités à l'usine Trédi de Salaise-sur-Sanne [1].
- La société est souvent mise en cause, même si elle s'en défend, en ce qui concerne la pollution du Rhône par les Polychlorobiphényle par son usine de Saint-Vulbas [2].